# Câmara Municipal de Natal
Câmara Municipal de Natal é o órgão legislativo do município de Natal, capital do Rio Grande do Norte. É composta por 29 vereadores eleitos por voto proporcional para um mandato de 4 anos. Atualmente funciona no Palácio Padre Miguelinho.

## História

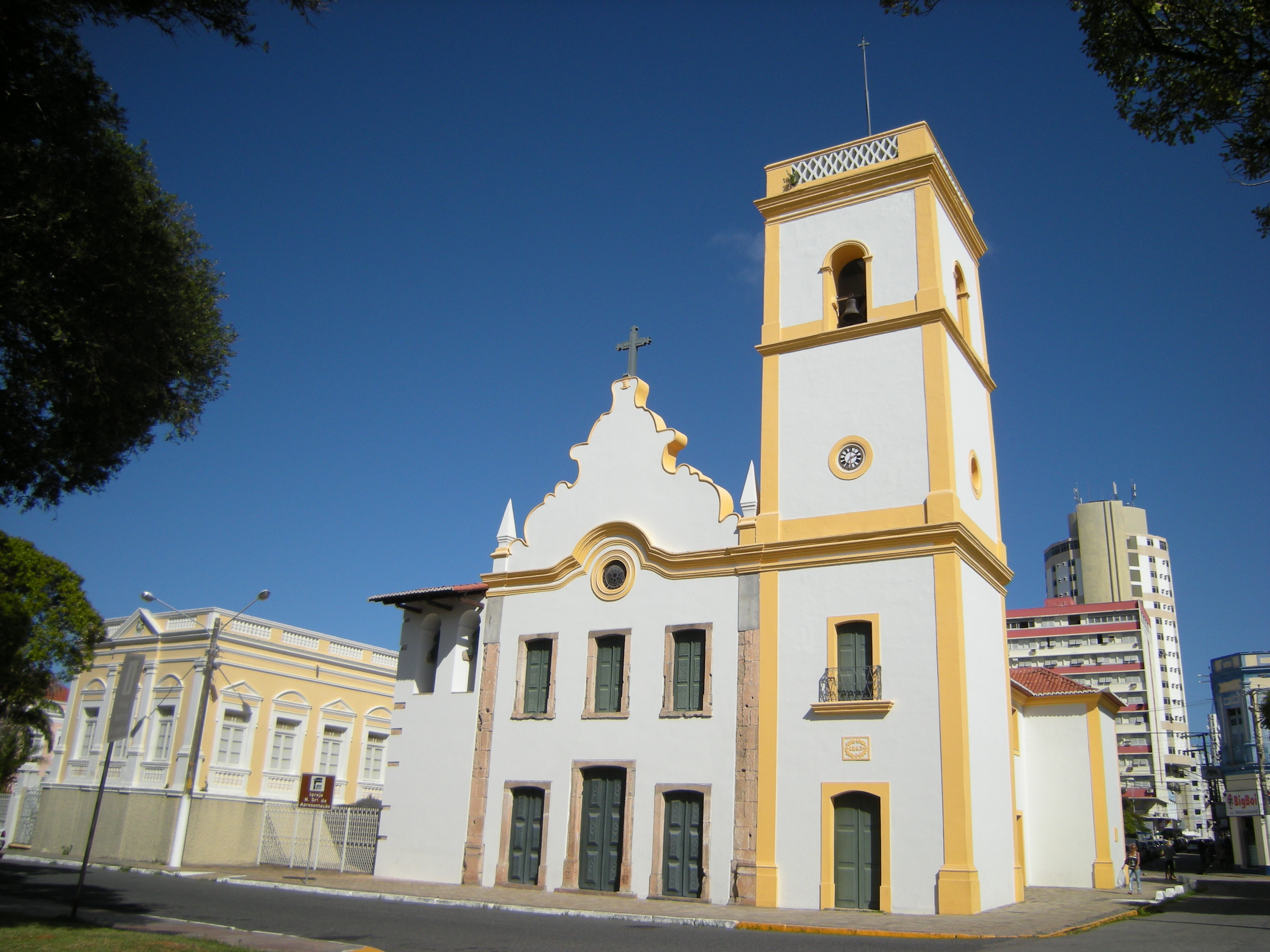
Igreja Matriz de Nossa Senhora da Apresentação, na Cidade Alta, primeira sede do Senado da Câmara de Natal.

A Câmara Municipal foi fundada ainda no período colonial, em 1611, sob o nome de Senado da Câmara, instaurada por decreto do governador-geral do Brasil, Diego Meneses, e estabelecida na Igreja Matriz de Nossa Senhora da Apresentação, atualmente localizada no bairro Cidade Alta. O Senado da Câmara era composto por um vereador, um juiz, escrivães, procuradores e alguns outros cargos com funções relacionadas àquele período. A instituição passou a se chamar Câmara Municipal somente em 1823, após a independência e a elaboração da primeira Constituição brasileira.
Como parte das consequências da Revolução de 1930, que instituiu o governo provisório de Getúlio Vargas, a Câmara foi dissolvida. Suas atividades estiveram suspensas até 5 de junho de 1948, quando voltou a funcionar depois de ocorridas várias mudanças no cenário político nacional. Durante a segunda metade do século XX, a sede física da Câmara foi alterada diversas vezes, chegando a passar até pelo então Teatro Carlos Gomes. Apenas em 1975, a Câmara Municipal se instalou definitivamente no Palácio Padre Miguelinho, no Tirol, edifício pertencente à Universidade Federal do Rio Grande do Norte.
Em 1988, entrou em vigor a nova Constituição brasileira, a qual previa, em seu art. 29, que as câmaras municipais deveriam produzir e aprovar, em dois turnos de votação separados por um tempo mínimo de dez dias, leis orgânicas para seus respectivos municípios. A mesma Constituição determinava, no parágrafo único do art. 11 do Ato das Disposições Constitucionais Transitórias, que a lei orgânica de cada município deveria ser votada em até seis meses após promulgada a sua Constituição estadual pela assembleia legislativa. Sendo assim, considerando que a Assembleia Legislativa do Rio Grande do Norte aprovou a Constituição do Estado do Rio Grande do Norte em 3 de outubro de 1989, os vereadores de Natal promulgaram sua lei orgânica no limite do prazo, em 3 de abril de 1990.
Após a eleição municipal de 2012, a Câmara Municipal, que até então era composta por 21 vereadores, conforme disposto no art. 19 da Lei Orgânica de 1990, ganhou oito novos assentos. A nova quantidade de 29 vereadores, que se mantém até hoje, foi estabelecida pela Emenda Constitucional nº 58, de 2009. Estimou-se que o aumento de cargos custaria mais de R$ 2,1 milhões por ano aos cofres públicos. Apesar disso, em 11 de julho de 2016, a Câmara anunciou o congelamento dos salários dos vereadores até 2020, anulando a medida que pretendia elevar o então salário de R$ 16 mil para R$ 22 mil.E
Em 2024 o salários dos vereadores passou de R$ 19,5 mil para R$ 26 mil bruto, um aumento de 33,33%.

## Edifício-sede

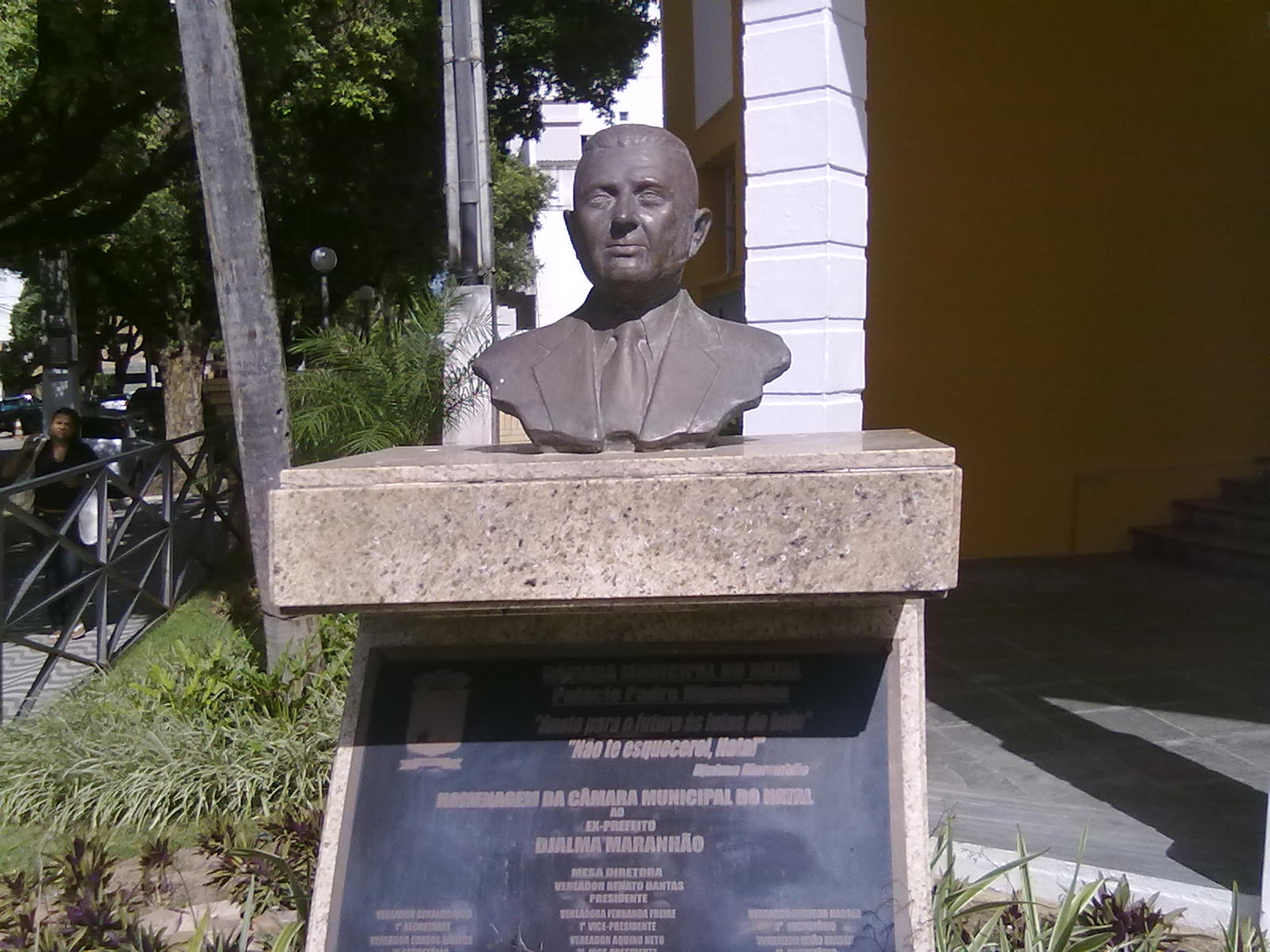
Busto de Djalma Maranhão, ex-prefeito de Natal, localizado à entrada do Palácio Padre Miguelinho.

O atual edifício-sede da Câmara Municipal é o Palácio Padre Miguelinho, localizado na esquina da rua Jundiaí com a avenida Campos Sales, no bairro do Tirol. Pertence à Universidade Federal do Rio Grande do Norte, que alugou o edifício para o Legislativo Municipal em 1975, quando o presidente da Casa era Érico Hackradt. Antes disso, funcionava no local a Faculdade de Serviço Social da UFRN, que foi transferida para o Campus Central da universidade. O então arcebispo de Natal, Dom Nivaldo Monte, foi quem tomou a iniciativa de realizar a negociação que instalou a Câmara naquele prédio, cujo nome homenageia Padre Miguelinho, potiguar que lutou na Revolução Pernambucana em 1817. O plenário da Casa, por sua vez, recebeu o nome do presidente da época, Érico Hackradt. Em 2009, após atrasos em pagamentos e ameaças de despejo, foi assinado um novo contrato de locação do prédio com a UFRN.
Antes de se estabelecer na atual sede, a Câmara passou por diversos outros locais em Natal, tais como: a então sede da Assembleia Legislativa, no fim da década de 1940, na Cidade Alta; o Teatro Carlos Gomes, atual Teatro Alberto Maranhão, o Edifício Quitino, a Casa Bancária e, já nos anos 1960 e 1970, o Edifício Campelo, todos esses na Ribeira; e por fim a sede do Sindicato dos Contabilistas, também na Cidade Alta.
Em 2013, devido a limitações no atual edifício, foi anunciado o projeto de construção de uma nova sede para a Câmara, bem como para a Prefeitura, atualmente localizada no Palácio Felipe Camarão. O projeto, orçado em R$ 12 milhões, previa a construção de uma sede para o Legislativo e um Centro Administrativo para o Executivo. O local escolhido foi o bairro da Redinha, em terreno próximo à Ponte Newton Navarro, na Zona Norte de Natal. Em 11 de fevereiro de 2014, os vereadores aprovaram a construção com 24 votos a favor e 2 contra. O novo valor estimado, à época, era de R$ 10 milhões para a sede da Câmara e R$ 44 milhões para a Prefeitura, totalizando R$ 54 milhões. A construção, no entanto, atrasou devido à espera do empréstimo contraído junto ao Banco Nacional de Desenvolvimento Econômico e Social (BNDES) e também devido à necessidade de regulamentar a zona turística onde os edifícios deveriam ser erguidos, de modo que o projeto ainda não havia saído do papel em outubro de 2015.